# Obchod se slonovinou

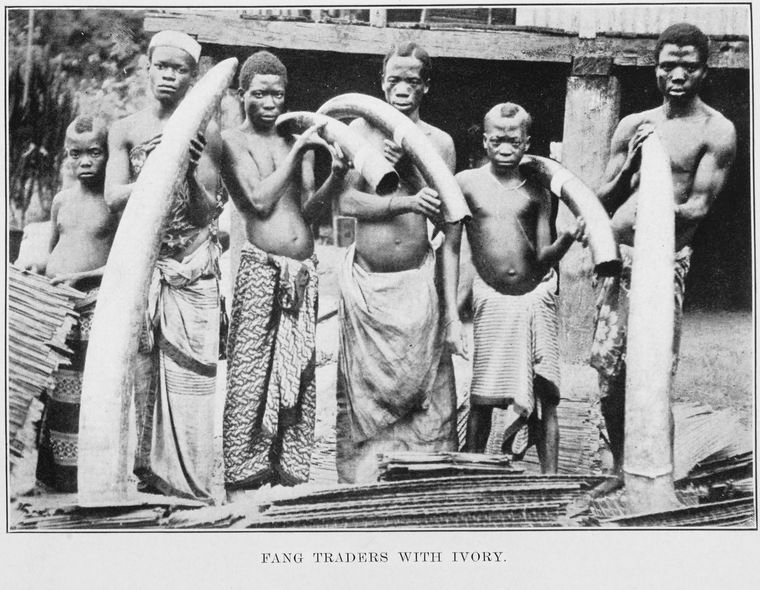
Obchod se slonovinou v Africe kolem roku 1912

Obchod se slonovinou je komerční a často ilegální obchod se slonovinovými kly a výrobky z nich. Nejčastěji se jím rozumí obchod s kly dnes žijících slonů, afrických i indických, ale může se jednat též o kly mrožů, hrochů, prasatovitých, narvalů či vyhynulých mamutů. Vysoká poptávka po slonovině zejména v Asii má na svědomí zabíjení až několika desítek tisíc afrických slonů ročně a přivádí slony na pokraj vyhubení.
Obchodování se slonovinou je v některých oblastech a kulturách zakořeněno stovky i tisíce let. Zvýšený lov zvířat poskytujících ceněnou slonovinu vede v některých případech k ohrožení existence celých druhů. Znatelné úbytky jejich početnosti byly důvodem k několika omezením a zákazům mezinárodního a národních obchodů, ale i přes tyto snahy se často početní stavy zvířat nadále ztenčují. Příkladem může být situace afrických slonů. Z několika milionů jedinců na počátku dvacátého století kvůli trofejnímu lovu a zásobování průmyslu na výrobu sošek, kulečníkových koulí a kláves klavírů zůstalo na konci osmdesátých let jen něco přes 600 000 slonů. Ještě v roce 1979 čítala přitom sloní populace v Africe na 1,3 milionu zvířat, ale 80. léta představovala největší míru vybíjení. Zákaz mezinárodního obchodu s kly afrických slonů přišel v roce 1989 a jistou dobu přinášel potřebný efekt. V dalších několika málo letech se však zejména kvůli vzrůstající poptávce po slonovině v asijských státech pytláctví slonů opět rozmohlo a stavy slonů se prudce snížily. Například populace pralesních slonů se za posledních deset let ztenčila o 62 % a sloni zmizeli z 30 % areálu obývaného před deseti lety (data k 2011).

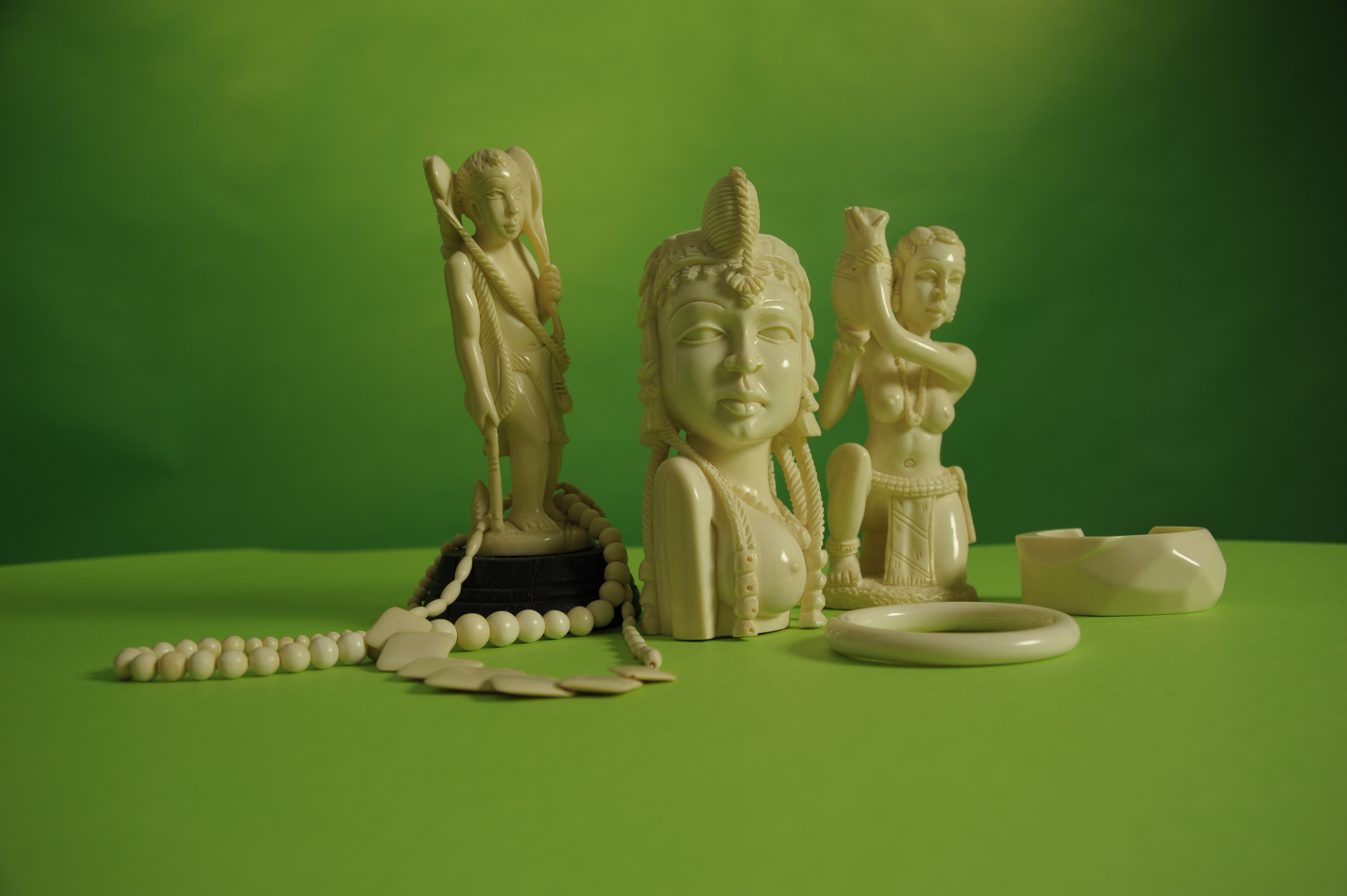
Předměty ze slonoviny zabavené na černém trhu

Pytláctví a obchodování se slonovinou ovlivňuje negativně nejen slony, ale také obyvatelstvo. Slonovina bývá často pro mnohé ozbrojené skupiny či rebely vývozní komoditou a bývá směňována za zbraně. Často s ní obchodují i samotné zkorumpované ozbrojené složky některých států, kteří ji vykupují od rebelů, proti kterým mají bojovat. Četné teroristické skupiny obchodem se slonovinou sponzorují svůj boj. Jsou jimi Armáda Božího odporu (LRA) v Demokratické republice Kongo, Středoafrické republice a Jižním Súdánu, milice al-Šabáb v Somálsku a Keni, islamističtí teroristé Boko-Haram v severní Nigérii a přilehlých oblastech či dárfúrští Janjaweed na území Čadu, Středoafrické republiky i jinde. Slonovina je pro všechny tyto skupiny dobrým artiklem, protože nevyžaduje dlouhodobé ovládnutí daného regionu a může být získána při relativně velmi krátkém působení v oblasti (na rozdíl od těžby ropy, kovů či drahých kamenů).

## Obchod s kly slonů

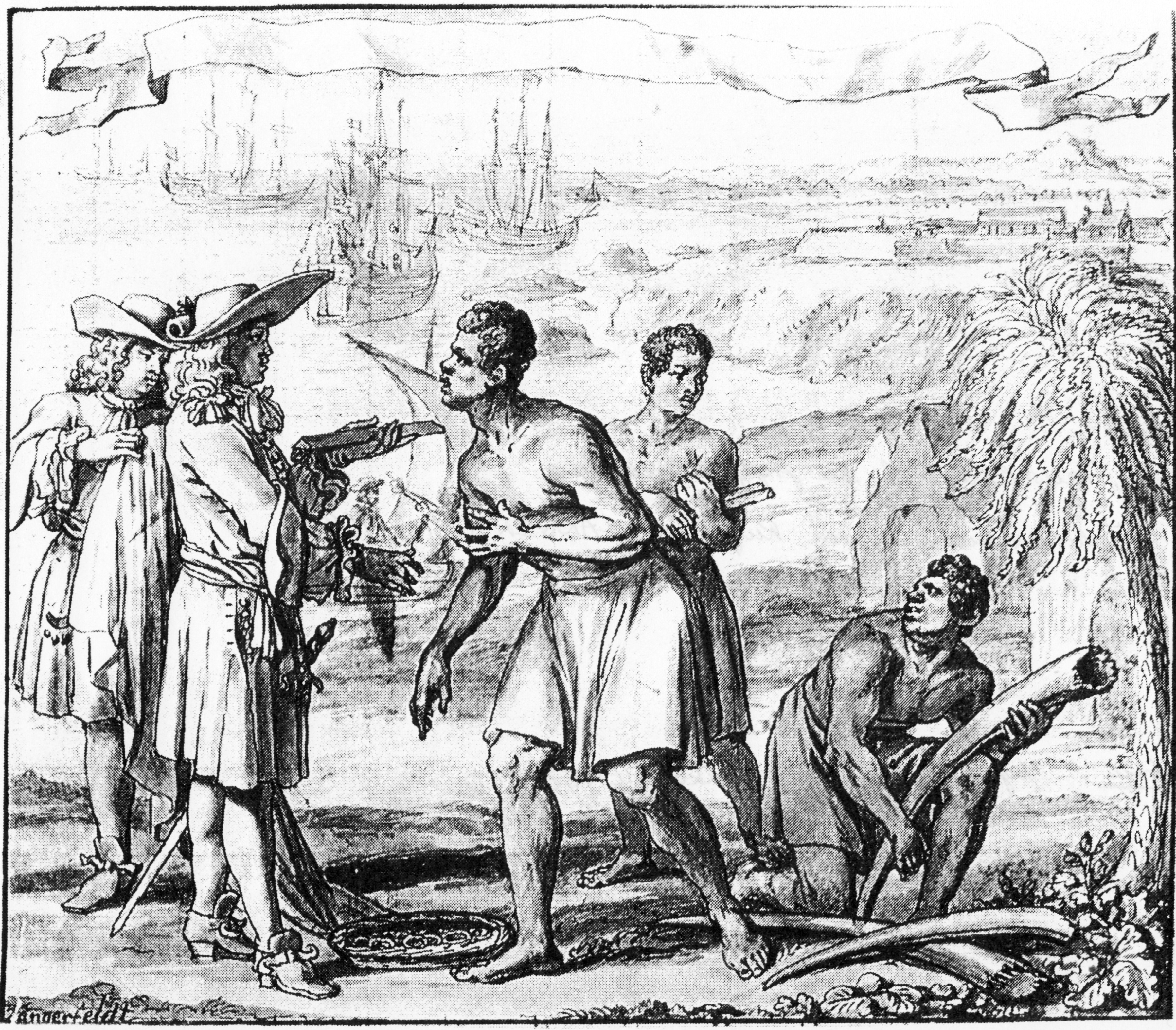
Obchod se slonovinou v Ghaně, rok 1690

Slonovina slonů (dále jen slonovina) byla z Afriky a Asie vyvážená po mnoho staletí po obchodních cestách a první zmínky o tom sahají až do 14. století př. n. l. Během postupného evropského pronikání do Afriky byla slonoviny často s pomocí otroků-nosičů exportována skrze přístavy do Evropy, kde sloužila k výrobě kláves pián, biliardových koulí a rozličných uměleckých nebo luxusních exotických předmětů. Lov slonů způsobil jejich vymizení ze severní Afriky již před asi tisícem let, z většiny území dnešní Jihoafrické republiky v průběhu 19. století a z podstatné části Západní i Střední Afriky na sklonku 20. století. Na prvním vrcholu evropského obchodu se slonovinou, během kolonizace většiny Afriky na samém konci 19. století, bylo jen do Evropy dovezeno asi 800 až 1 000 tun slonoviny. Obě světové války i následný ekonomický propad způsobily luxusní komoditě na určitou dobu útlum, ale se vzrůstající prosperitou od počátku 70. let opět nastala vysoká poptávka. Japonsko, osvobozené od poválečných ekonomických omezení, začalo hromadně nakupovat surovou (nezpracovanou) slonovinu. Nárůst zájmu vytvořil velký tlak na populaci pralesních afrických slonů i asijských slonů, jejichž tvrdší a pevnější slonovina je v Japonsku upřednostňována pro výrobu tradičních jmenných pečetí (razítek), takzvaných hanko. V dřívějších dobách byla razítka hanko vyráběna především ze dřeva, přičemž jen konec s vyřezaným znakem byl ze slonoviny. Vzrůstající prosperita však způsobila hromadný zájem o celoslonovinová razítka z masivní slonoviny. Jeden sloní kel může dát přitom vzniknout jen několika málo ceněným hanko, neboť tyto jsou vyráběny z nejcennější a nejpevnější vnitřní části klu při jeho samotném středu. Měkčí slonovina, původem od slonů ze savan Východní a Jižní Afriky, se využívala k produkci suvenýrů, klenotů a ozdob.

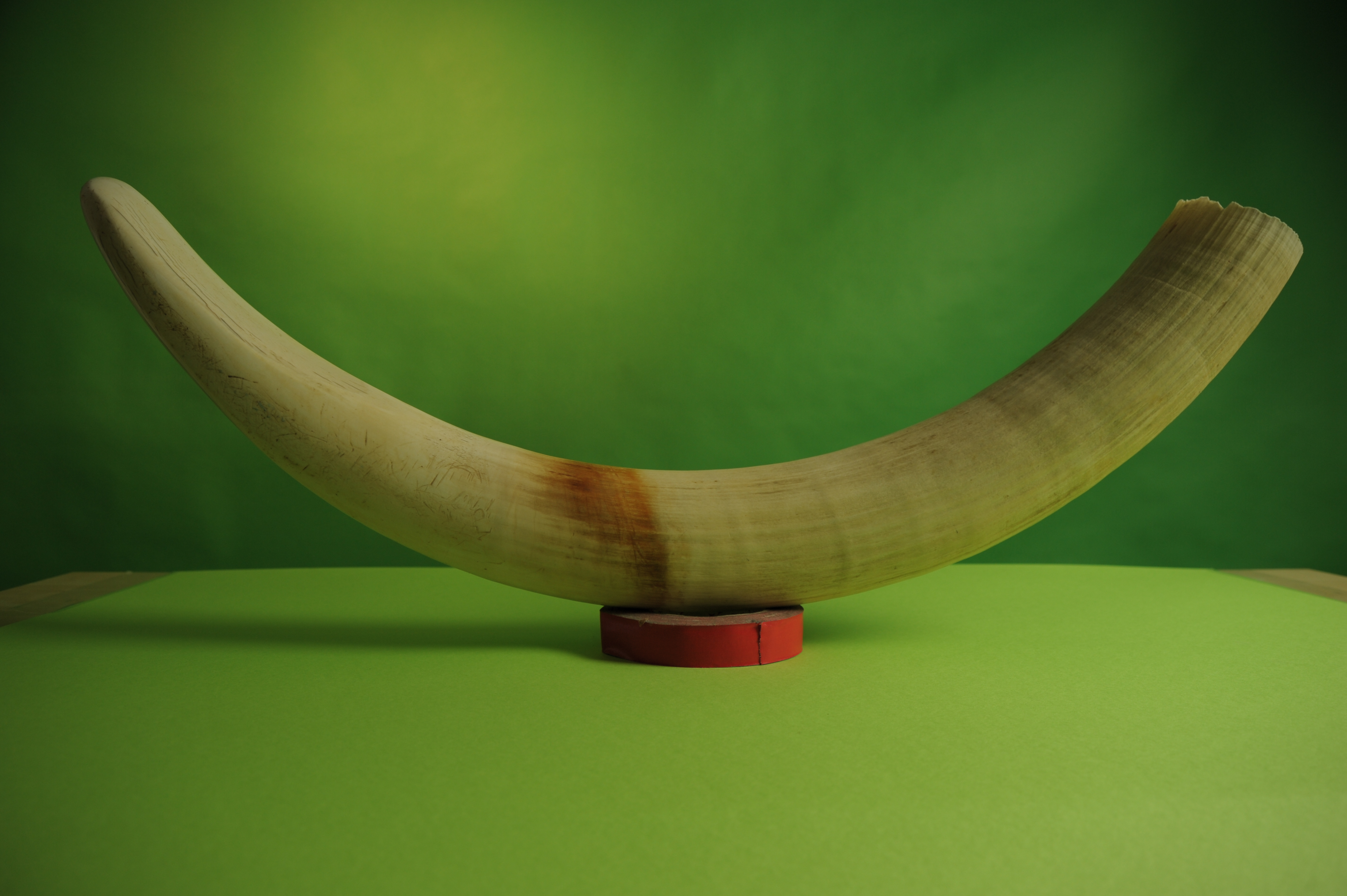
Nezpracovaný kel samice afrického savanového slona

V 80. letech odpovídalo Japonsko až za 40 % světového odbytu slonoviny. Dalších 40 % putovalo k zákazníkům z Evropy a Severní Ameriky, přičemž předtím byla slonovina často zpracována v Hongkongu, hlavním překladišti celosvětového obchodu se slonovinou. Většina zbývající slonoviny zůstávala na území Afriky. Čína, ač je dnes světovým ekonomickým tahounem a také největším spotřebitelem slonoviny, v té době platila jen za okrajový trh s malou spotřebou, která umožňovala tamním profesionálním řemeslníkům zůstat činnými v tradici vyřezávání do slonoviny.

### Rozdíly mezi slonovinou indických slonů a afrických slonů pralesních a savanových

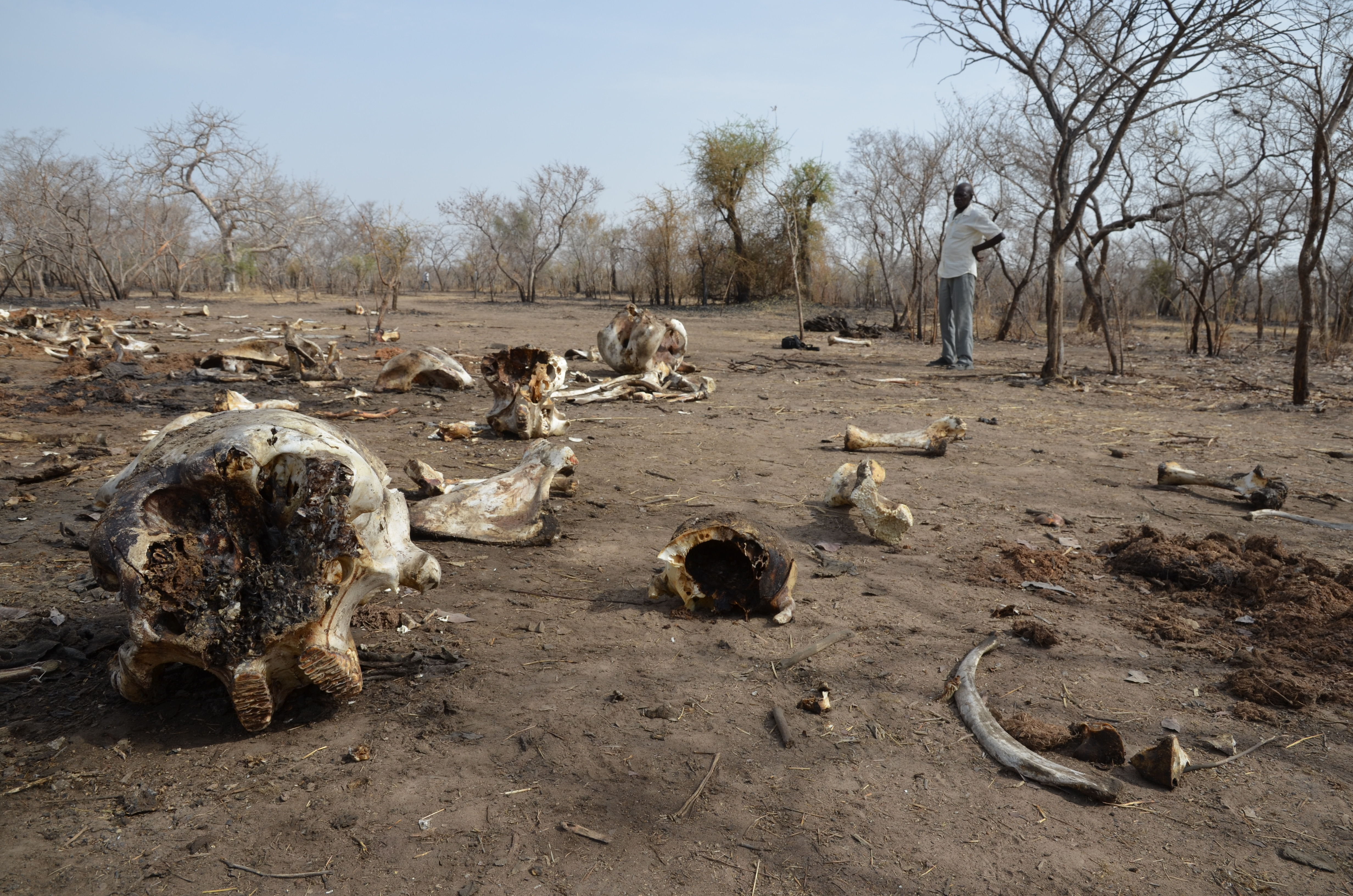
Místo masakru téměř 90 savanových slonů v Čadu, březen 2013

Kly samotné a vlastnosti slonoviny se zpravidla u všech tří druhů slonů liší a asijští řezbáři i obchodníci mezi jednotlivými druhy vnímají rozdíly v kvalitě, barvě i možnostech využití. Výrazně ceněná je pro detailní práci či razítka hanko především tvrdá slonovina pralesních slonů či vzácnější asijská slonovina, která stojí vlastnostmi někde mezi africkou tvrdou a měkkou slonovinou. Následující tabulka je souborem popisů podle asijských obchodníků a řezbářů slonoviny. Tabulka je orientační a pro stoprocentní určení původu slonoviny se doporučuje využít genetickou analýzu. Největší takovou laboratoří je pracoviště Dr. Wassera ve Washingtonu D.C.

### Tabulka rozdílů mezi slonovinou různých slonů podle asijských obchodníků[13]
|                                         | Africká tvrdá slonovina - prales      | Africká měkká slonovina - savana | Asijská slonovina               |
| --------------------------------------- | ------------------------------------- | -------------------------------- | ------------------------------- |
| Průměrná délka klu                      | Dlouhá                                | Krátká                           | Nejkratší                       |
| Tvar zakončení klu                      | Špičatý                               | Zakulacený                       | Zakulacený                      |
| Barva povrchu klu                       | Tmavá (nažloutlá či do hněda), lesklá | Světlá (bělavá, béžová) a matná  | Světlá (bělavá, béžová) a matná |
| Textura povrchu                         | Málo prasklin                         | Více prasklin                    | Středně mnoho prasklin          |
| Barva vnitřku                           | Narůžovělá                            | Krémová                          | Narůžovělá                      |
| Povrchová vrstva klu na průřezu         | Hrubý vzor                            | Jemný vzor                       | Jemný vzor                      |
| Vnitřní tvar zakončení nervového kanálu | Oválný                                | Kulatý                           | Kulatý                          |

### Afričtí sloni

#### Pytlácká krize 80. let a ilegální obchod
V roce 1979 byla populace slonů v Africe odhadována asi na 1,3 milionu a sloni se vyskytovali v 37 státech. Myslí se tím oba druhy slonů, slon africký savanový (Loxodonta africana) a slon pralesní (Loxodonta cyclotis). O deset let později v roce 1989 jich už zbývalo jen asi 600 000. Přestože mnoho obchodníků se slonovinou opakovaně tvrdilo, že za úbytek slonů mohla ztráta přirozeného prostředí, na sklonku 80. let se čím dál jasněji ukazovalo, že hlavní příčinou je mezinárodní obchod se slonovinou, který nabýval gigantických rozměrů. V průběhu 80. let bylo ročně v té době ještě legálními lovci a pytláky zabito až 75 000 slonů. Cena jejich slonoviny dosahovala celkové výše kolem 1 miliardy USD. Odhadovalo se, že až 80 % z celkového objemu má na svědomí slonovina z pytláky ilegálně zabitých slonů.
Hlavními spotřebiteli slonoviny byly v té době západoevropské země, USA a stále vzrůstal i podíl Japonska. Mezi lety 1979 až 1987 importovalo Západní Německo 19,76 tun slonoviny ročně. Velká Británie mezi lety 1970 a 1977 dovážela ročně 20,280 tun a mezi roky 1980 a 1987 to bylo každý rok 21,828 tun. Francie importovala mezi lety 1966 až 1977 celkově 317 tun neopracované slonoviny. V roce 1975 to bylo rekordních 83 tun. Od roku 1979 do 1989 dovezla Francie dalších 141 tun surové i zpracované slonoviny. Španělský import mezi lety 1969 a 1977 činil 228 tun a Itálie mezi roky 1970 a 1977 importovala 130 tun.
Mezinárodní jednání o opatřeních nutných k omezení poklesu stavů slonů se téměř vždy vyhýbala problémům navázaným na obchod se slonovinou: ztráty lidských životů (na straně ochranářů i pytláků), živení korupce, slonovina coby „měna“ v ozbrojených konfliktech a úpadek práva a pořádku v oblastech, kde pytláctví i ilegální obchod bujely. Debata se povětšinou omezovala na konstatování populačních trendů slonů, odhady míry pytláctví a oficiální statistiky zabavených a skladovaných zásob slonoviny.
Řešením problémů pytláctví a ilegálního obchodu se mělo stát omezení celosvětového trhu se slonovinou afrických slonů v rámci úmluvy CITES (Convention on International Trade in Endangered Species of Wild Fauna and Flora). V roce 1989 byli afričtí sloni přeřazeni do Přílohy 1 a obchod se slonovinou byl tak s platností k počátku roku 1990 zakázán.
Přestože pytláctví je dnes stále hlavní hrozbou pro přežití slonů, jsou sloni ohrožováni i jinak. Pronikání člověka a jeho infrastruktury do habitatu slonů jim omezuje životní prostor a dochází často ke konfliktům o zdroje. V některých oblastech mohou být problémem také oplocené úseky farem a rančů, které omezují přirozené migrační koridory sloních stád.

#### CITES debata a snahy o kontrolu a zákaz obchodu se slonovinou roku 1989
Některé členské státy CITES, vedeny Zimbabwe, uváděly, že volně žijící živočichové a divočina musejí mít ekonomickou hodnotu, aby v lidmi dominovaném světě přežili, a že komunity místních obyvatel musejí být zapojeny do jejich ochrany, managementu a rozdělování zisku z nich. Tento postoj byl široce akceptován, pokud se jednalo o využívání přírody bez zabíjení zvířat. Debata byla ovšem velmi rozbouřena při diskuzi o zabíjení slonů v případě obchodu se slonovinou. Většina střetů mezi CITES úředníky a místními skupinami pytláků vyústila v násilné incidenty, kde byly lidské oběti na obou stranách. Bylo patrné, že argument o „udržitelném využívání divočiny při jejím zabíjení“ byl v ohrožení, jestli by obchod se slonovinou nemohl být správně kontrolován. V roce 1986 CITES zavedlo nový systém kontroly zahrnující listiny o povolení, registraci velkých zásob slonoviny a sledování legálního transportu slonoviny. Tyto kontroly byly podpořeny většinou stran CITES, stejně jako obchodníky se slonovinou a etablovanými ochranářskými skupinami reprezentovanými WWF (Světový fond pro ochranu přírody), TRAFFIC a také IUCN (Mezinárodní unie pro ochranu přírody).
V roce 1986 a 1987 CITES zaregistrovalo 89.5 a 297 tun slonoviny v Burundi a v Singapuru. V Burundi žil přitom jediný divoký slon a v Singapuru žádný. Zásoby pocházely ze slonů zabitých pytláky. Později byl sekretariát CITES napomenut delegátem zastupujícím USA, že zaměňuje pojem „registrace“ za „amnestii“. Důsledky tohoto přístupu byly odhaleny organizací EIA (Agentura pro vyšetřování otázek životního prostředí), malou a nízkorozpočtovou nevládní organizací, v tajném vyšetřování. Pracovníci EIA se setkali s překupníky v Hongkongu. Velká část zásob slonoviny tam patřila mezinárodním zločincům v pytláctví a nelegálním trhu. Dobře známí obchodníci z Hongkongu jako například Wang a Poon byli těmi, komu „amnestie“ nejvíce pomohla. Expert na slony Iain Douglas-Hamilton řekl o „amnestii“ v případě Burundi, že měla na svědomí „vytvoření nejméně dvou milionářů.“ Vyšetřování EIA prokázalo, že tyto syndikáty překupníků nejen ohromně vydělaly, ale také měli k dispozici mnoho povolení od CITES, se kterými pokračovaly v pašování nové slonoviny. V případě, že jejich zásilky zastavili celní kontroly, pašeráci pouze ukázali CITES povolení. CITES tak vlastně vytvořilo systém, který zvýšil hodnotu slonoviny na mezinárodním trhu, čímž byli odměněni mezinárodní překupníci a dovolovalo jim to kontrolovat trh a pokračovat v pašování nové slonoviny.
Další pochybení tohoto systému „kontroly“ byla odhalena organizací EIA, když v utajení zdokumentovali ve Spojených arabských emirátech řezbářskou dílnu na slonovinu, která byla vedena obchodníky z Hongkongu, včetně Poona. Dále EIA shromáždila oficiální statistiky trhu, dokumenty o letecké přepravě a další důkazy ve Spojených arabských emirátech, Singapuru a Hongkongu. Ty prokázaly, že Spojené arabské emiráty importovaly v letech 1987/1988 přes 200 tun neopracované nebo lehce opracované slonoviny. Téměř polovina pocházela z Tanzanie, kde byl přitom úplný zákaz obchodu se slonovinou. Tyto nálezy jen dokázaly, že obchodníci se slonovinou, kteří obdrželi amnestii od CITES, si hledali a našli cestu, jak obejít kontrolní systém.

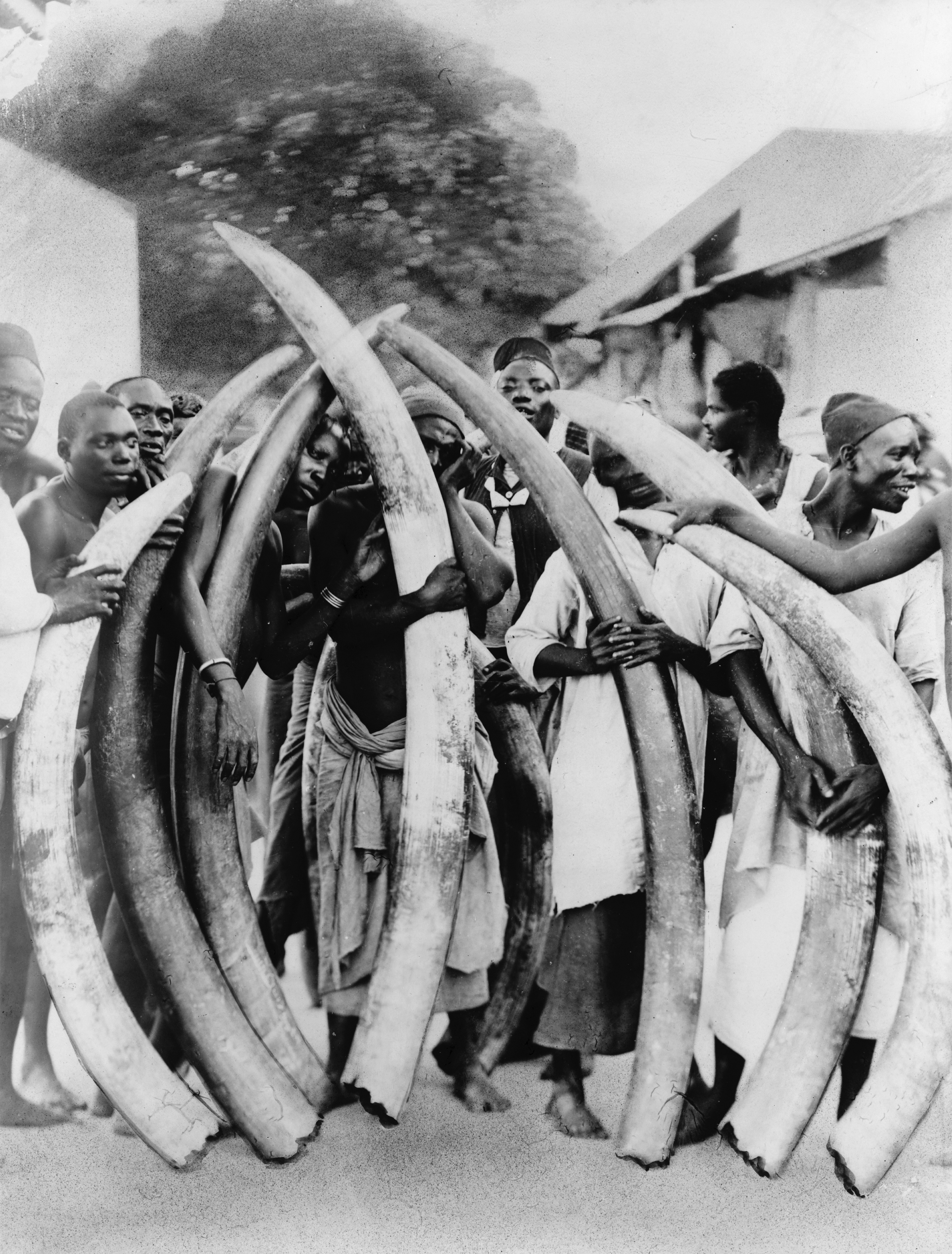
Historická fotografie obchodu se slonovinou v Dar es Salaam, dnešní Tanzanie

Ve snaze zlikvidovat slonovinové překupnické syndikáty, které podle Tanzanie korumpovaly a ohrožovaly její společnost, se tato východoafrická země pokoušela zařadit slony v rámci CITES do Přílohy 1, což by de facto znamenalo zákaz obchodu se slonovinou. Některé jihoafrické země, včetně Jihoafrické republiky a Zimbabwe, stály ovšem tvrdě proti. Tvrdily, že jejich populace slonů jsou dobře udržovány a chtěly příjem z prodávání slonoviny na financování jejich ochrany. Obě země přitom figurovaly jako překladiště nelegální slonoviny z jiných afrických zemí a WWF, které mělo silné pouto s oběma státy, se nacházelo v těžké pozici. Bylo zdokumentováno, že veřejně stálo WWF proti trhu se slonovinou, ale v soukromí se snažilo upokojit tyto jihoafrické země. Nakonec ale tzv. Somálský návrh, prezentovaný vládní delegací Somálské republiky, kde byl oficiálním členem specialista na ochranu přírody prof. Julian Bauer, prolomil patovou situace a moratorium včetně totálního zákazu obchodování se slonovinou afrických slonů bylo nakonec delegáty CITES přijato. Africký slon byl tedy na říjnové schůzi CITES přeřazen do Přílohy 1 a o tři měsíce později, v lednu 1990, vstoupilo rozhodnutí v platnost, což znamenalo zákaz mezinárodního trhu se slonovinou.

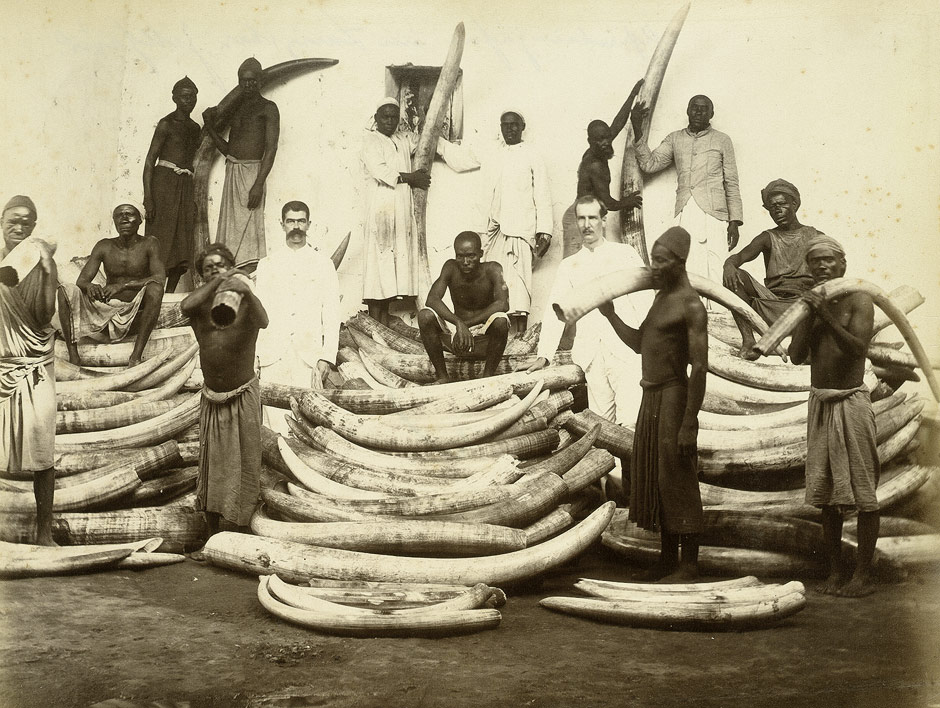
Obchodování se slonovinou ve Východní Africe na konci 19. století

Aby WWF ukázalo, jak je pro ně princip o „udržitelném využívání divočiny při jejím zabíjení“ důležitý, přes veřejné odhalení EIA, navzdory tlaku médií i výzvám afrických zemí a mnohých organizací po celém světě, WWF podpořilo zákaz obchodu se slonovinou teprve v polovině roku 1989 a i poté se pokoušelo zmírnit rozhodnutí o zákazu po setkání CITES v říjnu 1989.
Všeobecně se má za to, že zákaz obchodu se slonovinou byl úspěšný. Pytlácká „epidemie“, která zasáhla tolik afrických slonů, byla do velké míry zredukována. Cena slonoviny klesla a trhy se slonovinou po celém světě, hlavně v Evropě a USA, byly zavírány nebo znatelně upadly. Nejen přeřazení slonů do Přílohy 1 a tvrdé zákazy obchodování se slonovinou, ale také obrovská medializace tohoto problému a informační kampaň v západních zemích zapříčinily posun v lidském chápání a společnost si uvědomila, že obchod byl škodlivý a nyní je nelegální. Richard Leakey, uznávaná ochranářská autorita, uvedl, že zásoby slonoviny v Keni zůstaly bez zájmu kupců a že protipytlácký boj a kontrola černého trhu se staly daleko levnějšími a jednoduššími.
Obchod se starožitnými a sběratelskými kusy staré slonoviny je legální. Musí se ovšem prokazatelně jednat o starožitnost, která byla vyrobena před červnem 1947. V posouzení stáří slonoviny pomáhá v případě zájmu a potřeby forenzní uhlíková metoda, která dokáže ve vzorcích slonoviny zaznamenat zvýšený výskyt radioaktivního uhlíkového izotopu 14, který se začal ve slonovině ukládat při nárůstu počtu testů atomových bomb po 2. světové válce.

#### Opozice jihoafrických států proti CITES zákazu

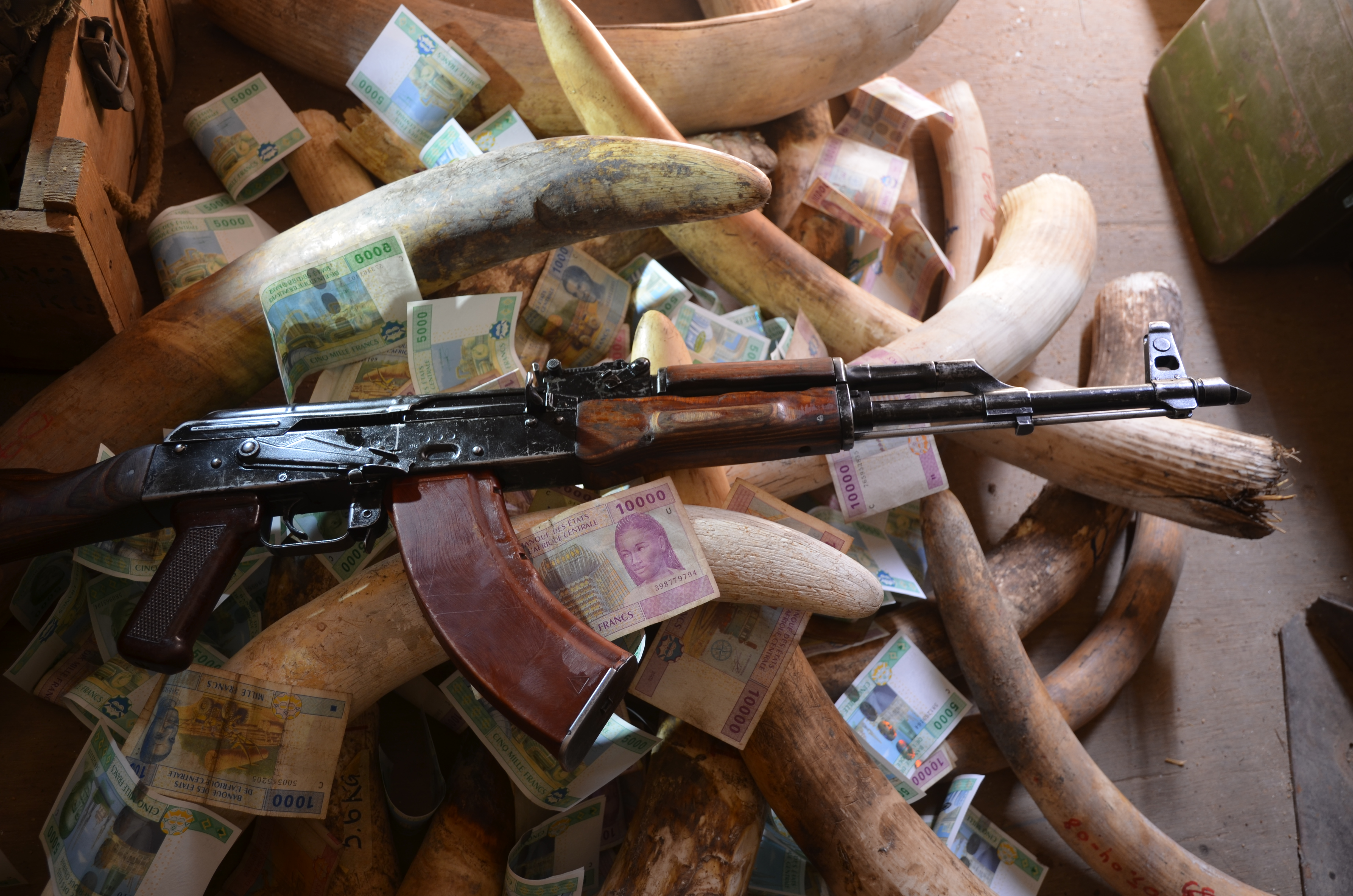
Cena slonoviny neustále vzrůstá a stále dostupnější střelné zbraně na africkém venkově jsou pro slony obrovským nebezpečím

Již během debaty, jež nakonec vyústila v zákaz mezinárodního obchodu se slonovinou (1989), podporovala skupina jihoafrických států japonské a hongkongské obchodníky se slonovinou v udržování jejich trhu. Skupinu tvořily Jihoafrická republika, Zimbabwe, Namibie, Botswana a Svazijsko. Argument těchto zemí byl (a stále je), že tyto státy mají dobře udržované a početné sloní populace a že zisky z prodeje slonoviny potřebují k financování ochrany přírody (tedy slonů). Tyto státy se proti zákazu obchodu se slonovinou vymezovaly tím, že nechtějí doplácet na neschopnost jiných afrických států si své slony ochránit a pytláctví držet na únosné míře. Jihoafrická koalice států hlasovala proti zařazení slonů do Přílohy 1 a snažila se toto rozhodnutí i později zvrátit.
Dvě vůdčí země, které se pokoušely změnit konečné usnesení hned po odhlasování zařazení slonů do Přílohy 1, byly Jihoafrická republika a Zimbabwe.
Tvrzení Jihoafrické republiky, že její sloní populace jsou dobře spravovány, nebylo tehdy vážně zpochybňováno. Četné zpravodajské články té doby ovšem poukazovaly na roli Jihoafrické republiky v ilegálním pytláctví a obchodu skrz jihoafrickou politiku destabilizace svých sousedů. Kolem 95 % slonů Jihoafrické republiky žilo v Krugerově národním parku, který byl částečně pod vedením Jihoafrických obranných sil (SADF). Ty zajišťovaly trénink, výbavu a výzbroj rebelské mosambické milice Renamo. Renamo bylo v sousedním Mosambiku významně zapojeno do velkoobjemového pytlačení slonů jako jednoho ze zdrojů svých příjmů.
Zimbabwe se dalo na stezku tzv. „udržitelného využívání“ přírodních zdrojů a divočiny, což některé vlády i např. WWF (Světový fond pro ochranu přírody) považovaly za vzorovou metodu ochrany přírody v budoucnosti. Mnozí ochránci přírody i biologové velmi oceňovali zimbabwský „Program pro management původních zdrojů v komunitních oblastech“ (Communal Areas Management Programme for Indigenous Resources (CAMPFIRE)) jako ukázkový příklad pro zapojení a podporu komunit při ochraně přírody. Přeřazení slonů do Přílohy 1 v rámci CITES způsobilo v těchto kruzích značný šok. Zimbabwská vláda samotná nicméně také nebyla při svých prohlášeních vždy upřímná, když například tvrdila, že obchod se slonovinou by mohl financovat ochranu přírody, nicméně veškeré zisky byly místo do ochrany posílány rovnou do státní pokladny. Oficiální sčítání slonů bylo nařčeno z nadhodnocování stavů díky dvojímů počítání slonů migrujících ze sousední Botswany za uměle vytvořenými vodními napajedly. Obchodování se slonovinou bylo také v rámci Zimbabwe mimo kontrolu a zapojena do pytláctví byla i Zimbabwská národní armáda (ZNA), jako při incidentech v národním parku Gonarezhou i jinde. Ještě více alarmující byly údajné vraždy řady několika informátorů včetně kap. Nleya, který dříve poukazoval na zapojení Zimbabwské národní armády do pytláctví nosorožců i slonů v Mosambiku. Kap. Nleya byl nalezen oběšen v areálu vojenských kasárna nedaleko národního parku Hwange. Armáda označila tuto smrt za sebevraždu, nicméně podle soudního znalce se jednalo o vraždu. Vdova po kap. Nleya byla poté doložitelně pronásledována výhrůžnými anonymními telefonáty.
Diskuse o obchodu se slonovinou zahrnuje mnoho protichůdných národních zájmů zúčastněných zemí. Debata je navíc dále komplikována množstvím akademických a politických disciplín, které mají k problému co říci – biologie, ekologie, sčítací metodologie, ekonomie, dynamika mezinárodního obchodu, řešení ozbrojených konfliktů, kriminologie. Zástupci všech těchto oborů mají své slovo při debatách CITES zahrnující delegace 170 zemí světa. Rozhodnutí přijatá při těchto setkáních bývají často velmi zpolitizovaná a nevyhnutelně přináší tato složitá situace možné komplikace v podobě dezinformací, podvodů a zločinů.
Jihoafrické státy se pokoušejí prodat své zásoby slonoviny přes legální systémy. V jejich snažení prosadit své národní zájmy na úkor celoafrické ochrany slonů se je měl snažit zabrzdit otevřený dopis, který v roce 2002 vytvořila skupina předních světových odborníků na slony. V něm odborníci jasně popsali efekt otevřeného obchodu se slonovinou na situaci v ostatních státech. Dopis poukazoval na fakt, že jihoafrické návrhy na obnovení obchodu vůbec neberou v potaz srovnání s dalšími státy subsaharské Afriky, protože jsou postaveny výlučně na zkušenostech s jihoafrickým modelem, kdy 90 % slonů žije v oploceném a dobře střeženém národním parku (Krugerův národní park). Skupina odborníků uznává, že Jihoafrická republika má moc a kapacity na ochranu a dobrý management tohoto území, avšak zároveň přitom zdůrazňují, že naprostá většina slonů v Africe žije ve špatně chráněných a neoplocených lesích či savanách. Otevřený dopis nakonec ukazuje na tragické důsledky obchodu se slonovinou v 80. letech a vysvětluje, že rozhodnutí o zákazu obchodování není míněno jako potrestání jihoafrických států, nýbrž jako snaha o záchranu slonů ve zbytku Afriky a světa.
Jihoafrické státy nadále pokračují ve snaze opětovně prosadit mezinárodní obchod. Vedeny prezidentem Zimbabwe Robertem Mugabe, dosáhly pro sebe i v rámci CITES některých dílčích výhod. Samotný Mugabe je přitom obviňován z porušování závazků své země vůči CITES - z výměn mnoha tun slonoviny za zbraně od Číny.

### Postoje afrických států
Problém obchodu se slonovinou byl mnohdy vyobrazován jako problém „Afrika versus západ“. Román Srdce Temnoty od Josepha Conrada například popisuje celý obchod jako odporné, nelidské a nesmyslné zneužívání moci podporované nenasytnými ekonomikami evropských imperialistů. Kniha zobrazuje situaci v Kongu mezi léty 1890 a 1910 jako „nejnechutnější tahanici o prachy, která kdy znetvořila historii lidské etiky“.
Devatenáct afrických zemí podepsalo v roce "Accra Declaration", která vyzývala k absolutnímu zákazu obchodu se slonovinou. Dvacet států se v roce 2007 zúčastnilo schůzky v Keni navrhující dvacetileté moratorium.
Obnovení legálního prodeje
V roce 1997 bylo na základě kritérií odsouhlasených na CITES schůzce v roce 1989 přes velkou kritiku smluveno, že strany dovolí, aby populace afrických slonů v Botswaně, Namibii a Zimbabwe mohly být posunuty níže do Přílohy 2, což takto dovolovalo mezinárodní obchod se slonovinou z těchto zemí. Nicméně, k rozhodnutí byla přidána nutnost „registrace“ zásob slonoviny v těchto zemích a možnost přezkoumání původu slonoviny v jakékoliv zemi, kde se sloní import objeví. CITES se tímto znovu pokusila vytvořit kontrolní systém.
Zatímco bylo v těchto zemích zaregistrováno 49 tun slonoviny, Japonsko ujišťovalo, že má dostatečně spolehlivý systém kontroly a může tedy slonovinu koupit. Tento postoj byl následně akceptován CITES a slonovina byla v roce 1997 opatřena povolením k prodeji a v roce 1999 „experimentálně“ prodána obchodníkům do Japonska. Zisk z této transakce dosáhl přibližně 5 milionů USD. V roce 2000 Jihoafrická republika také uspěla s přenesením své sloní populace do Přílohy 2. Vláda deklarovala svůj zájem prodat vlastní zásoby slonoviny. V tomtéž roce CITES odsouhlasila zřízení dvou databází, aby mohla informovat své členy o nelegálním zabíjení a obchodu. Tyto dvě databáze: MIKE (Monitoring the Illegal Killing of Elephants), sledující nelegální zabíjení slonů a ETIS (Elephant Trade Information System), jakýsi sloní obchodní informační systém, byly velmi kritizovány za plýtvání penězi, aniž by byly schopné dokázat či vyvrátit jakoukoliv příčinnou souvislost mezi prodejem zásob slonoviny a pytláctvím – což byl přitom ten nejpodstatnější důvod pro vznik těchto systémů. Databáze společně shromažďovaly informace o pytláctví a zabavení slonoviny, poskytované členskými státy, i když ne všechny státy podávaly k dispozici komplexní data.
Dopad prodeje slonoviny Japonsku byl vášnivě debatován organizací TRAFFIC, která zpracovala data z databází ETIS a MIKE, a nakonec prohlásila, že nezjistila jakékoliv signifikantní propojení mezi prodeji slonoviny a zvýšenou mírou pytláctví. Nicméně, mnoho zainteresovaných lidí upozornilo na nový nárůst poptávky po slonovině v důsledku změny pohledu na ni po legálních prodejích. Pro mnoho obchodníků a pytláků to byl totiž důkaz, že obchod začal znovu fungovat a že opět nastal jejich čas. Zadržení více než 6 tun slonoviny v Singapuru v roce 2002 poskytlo neúprosné varování - pytláctví v Africe nezásobovalo pouze lokální trhy, ale pytlácké a překupnické syndikáty z osmdesátých let 20. století operovaly znovu ve velkém rozsahu. Zabaveno bylo 532 sloních klů a více než 40 000 slonovinových hanko (japonská pečetidla) a EIA započala vyšetřování, které prokázalo, že tomuto případu předcházelo 19 dalších podezřelých slonovinových zásilek, z toho 4 určených Číně a zbytek pro Singapur, ovšem odtud dále nejčastěji proudící do Japonska. Slonovina obvykle pocházela ze Zambie, pak byla shromážděna v Malawi a poté naložena do kontejnerů a odeslána z Jihoafrické republiky. Mezi březnem 1994 a květnem 1998, bylo stejnou společností, Sheng Luck, z Malawi do Singapuru, odesláno devět podezřelých zásilek. Ty byly poté dále distribuovány do Číny. Analýza a podrobná křížová vyšetřování odhalily jména společností a firemní ředitele, kteří již byli zaevidováni EIA (Environmental Investigation Agency) při vyšetřování v 80. letech 20. století. Vyšetřování tak dokázalo, že staré ilegální syndikáty pašeráků slonoviny z Hongkongu byly znovu aktivní.
V roce 2002 bylo schváleno k prodeji dalších šedesát tun slonoviny z Jihoafrické republiky, Botswany a Namibie a v roce 2006 byla tato slonovina prodána Japonsku. Japonské kontroly obchodu se slonovinou byly kritizovány a jejich účinnost zpochybňována. Čtvrtina obchodníků se nezaregistrovala a nadále se pokračovalo v nekontrolovaném importu do Japonska. Zpráva od Japan Wildlife Conservation Society varovala, že cena slonoviny skokově stoupla díky ceně fixované vysoko malým množstvím obchodníků a zpracovatelů, kteří kontrolovali velký objem slonoviny na trhu. Ještě předtím, než se tento obchod uskutečnil, začala se také Čína domáhat uznání jakožto možné cílové země pro slonovinu.

#### Vzestup role Číny a současná pytlácká krize
Mnohým ochráncům přírody se znalostmi Číny a jejího obchodu s ohroženými druhy se zdálo nepravděpodobné, že by Číně mohlo být vůbec někdy uděleno povolení k dovozu slonoviny. Čína totiž selhává v kontrole obchodu s tygřími částmi, medvědími částmi, nosorožčími rohy a celou škálou ohrožených a zranitelných druhů, sepsaných CITES. Zdálo se tedy nepravděpodobné, že bude Číně udělen statut schválené nakupující země slonoviny, neboť status by měl být založen na čínské schopnosti regulovat a kontrolovat její obchod. Organizace EIA ve snaze demonstrovat nedostatek kontroly slonovinového trhu v Číně, odhalila interní čínský dokument poukazující na 121 tun slonoviny (ekvivalent množství sloních klů z 11 tisíc slonů), které se za pouhých 12 let „ztratily“ z oficiálních skladů a z evidence. Příslušné ministerstvo nebylo k absenci slonoviny schopno podat náležité vysvětlení, což nasvědčuje tomu, že velká množství slonoviny byla ze skladů ilegálně prodána či ukradena. Nicméně i přesto mise CITES doporučila, ať shromáždění CITES schválí čínský požadavek, a toto bylo dokonce podpořeno ze strany WWF and TRAFFIC. Čína získala povolení ke koupi na zasedání CITES 15. 7. 2008.
Čína a opětovně Japonsko tak koupily 108 tun slonoviny v prodeji v listopadu 2008 od Botswany, Jihoafrické republiky, Namibie a Zimbabwe. Cena přesáhla 15,5 miliónů USD. Zdůvodněním tohoto kroku byl předpoklad, že tyto legální prodeje možná stlačí cenu slonoviny dolů, což sníží aktivitu pytláků. Tato domněnka byla podporována jak TRAFFIC, tak i WWF. Čínské zvyšující se zapojení v projektech na výstavbu infrastruktury a nákup přírodních zdrojů v Africe znepokojilo mnoho ochránců přírody, kteří měli strach ze zvyšujícího se rizika obchodu s částmi těl ohrožených druhů. Od té doby, kdy Čína získala povolení k nákupu slonoviny od CITES, ilegální pašování slonoviny se hrozivě zvýšilo. Přesto, WWF and TRAFFIC, které dříve podpořily čínský nákup, popisovaly zvyšující nelegální slonovinový obchod jako možnou náhodu a „shodu okolností“. Číňané pracující v Africe byli zadrženi při pašování slonoviny v mnoha afrických zemích, a nejméně 10 jich bylo zatčeno na keňských letištích jen v roce 2009. V mnoha afrických zemích domácí trh se slonovinou vzrostl, v důsledku jednoduchého přístupu ke zboží čínskými občany. Přesto to byly právě velké asijské svazy pašeráků, které pořád stály za hlavním podílem trhu s možnostmi kupovat a posílat do Asie mnoho tun slonoviny najednou. Zcela v rozporu s předpokladem CITES a podporovatelů návrhu na prodej v roce 2008, že ceny slonoviny na trhu poklesnou, cena slonoviny v Číně rychle rostla. Někteří si myslí, že by to mohlo být kvůli svévolnému stanovení cen těmi, kdo odkoupili většinu zásob, připomínajíce varování od Japan Wildlife Conservation Society na příkladu vysokému stanovení cen po prodeji Japonsku v roce 1997 a monopol daný obchodníkům, kteří nakoupili zásoby od Burundi a Singapuru v 80. letech. Vysoké ceny mohou mít dále také souvislost se zvyšujícím se počtem Číňanů, kteří si mohou dovolit nákup luxusního zboží.
Pytláctví afrických slonů je dále na vzestupu. V roce 2012 The New York Times informoval o prudkém nárůstu pytláctví pro slonovinu, přičemž kolem 70% suroviny putuje do Číny.
Masivní investice do rozvoje infrastruktury a těžebního průmyslu v Africe ve spolupráci s Čínou přivedly na kontinent statisíce čínských pracovníků. Jen mezi lety 2003 až 2008 vzrostl jejich počet v Africe z 200 000 na více než 800 000. Obavy mnohých ochranářů, že se část čínských občanů zapojí do obchodování se slonovinou, se již mnohokrát potvrdila, jako například při odhalení dílny na zpracování slonoviny přímo v táboře čínské stavební firmy v Republice Kongo.

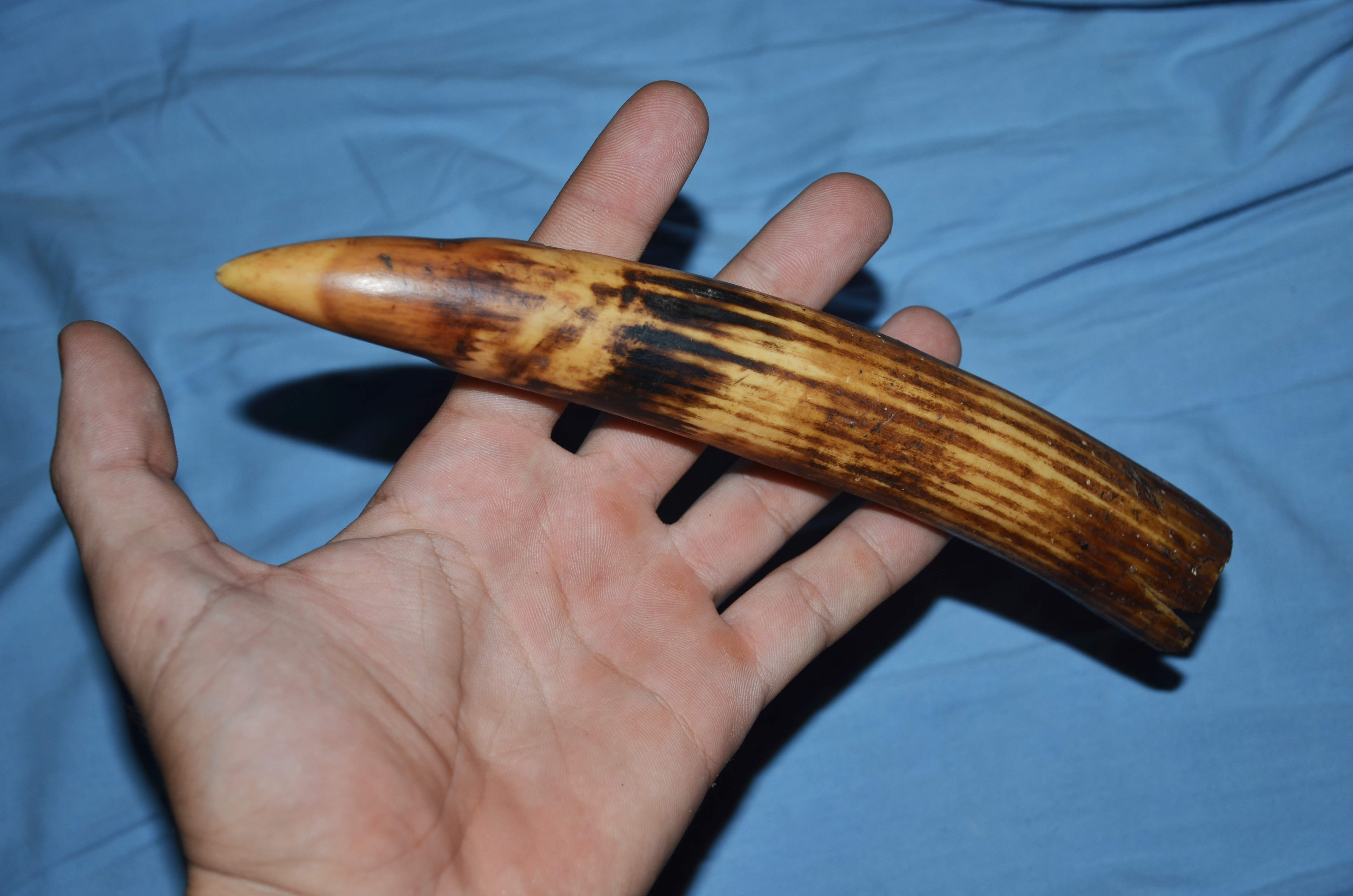
Kel zabitého slůněte pralesního slona na pomezí Kamerunu a Konga

Cena slonoviny se na asijských trzích pohybuje v řádu několika desítek tisíc Kč za kilogram. V posledních několika letech stále roste. Průzkum trhu v Pekingu, v Číně, organizací Save the Elephants odhalil, že za malé kly v rozmezí 1–4 kg platili řezbáři a obchodníci ještě v roce 2010 asi 750 USD/kg, zatímco v roce 2014 to bylo již 2100 USD/kg. Cena hotového slonovinového výrobku je nakonec ještě mnohem vyšší. Lokální překupníci na africkém kontinentu prodávají přitom slonovinu dále řádově za několik tisíc Kč za kilogram a pytláci, jako například pygmejská etnika v Konžské pánvi, dostávají za kilogram nebo i za celého zabitého slona v přepočtu někdy jen stovky Kč. Ceny jsou proměnlivé, záleží na lokalitě, ale zpravidla všude v poslední době stále rostou.
Obchodování se surovou i opracovanou slonovinou v rámci jednotlivých zemí Evropské unie je s příslušnými omezeními a pravidly stále dovoleno. Průzkum 5 států v roce 2004, který provedli experti z organizací Save the Elephants a Care for the Wild International odhalil překvapivě masivní obchod s výrobky se slonovinou zejména v Německu a Velké Británii. Celkem bylo zjištěno více než 1143 prodejních míst s celkovým počtem 27 154 výrobků ze slonoviny. Největším centrem bylo německé město Michelstadt s nabízenými 8639 výrobky. Tím se Michelstadt řadí k vůbec největším centrům obchodu se slonovinou na světě, hned za Hongkongem. V těsném závěsu následoval Londýn s 8,325 výrobky, poté německý Erbach (6,170), Paříž (1,123), Berlín (906), Frankfurt nad Mohanem (729), Barcelona (381), Madrid (240), Milán (240), Dieppe (133) and Řím (126) a dalších 7 měst s méně než 100 výrobky. Většina slonoviny pochází zpravidla z tehdy ještě legálních importů před rokem 1989, kdy patřila Evropa k největším koncovým trhům, nicméně velká část zjištěné nabízené slonoviny postrádala potvrzení o původu a potřebné dokumenty. Vyvstává tu tak velké riziko, že část slonoviny pochází z nelegálních novějších zdrojů, které se mezi stávající objem slonoviny jednoduše přimísily. Zájem Evropanů o nákup výrobků ze slonoviny nicméně podle jejich prodejců od roku 1989 stále klesal, podle zjištění z roku 2004.
V poslední době ovšem podle mnohých indicií opět dochází k nárůstu obchodu se slonovinou v rámci Evropské unie. Takzvaná „pre-konvenční“ slonovina, získaná před rokem 1989 se opět stává ceněným artiklem. Mezi lety 2003 a 2012 bylo ze zemí EU s oficiálním povolením vyvezeno přes 20 000 menších slonovinových výrobků a 564 celých klů. Největším exportérem řezbářských výrobků byla Velká Británie a největším vývozcem celých klů pak Francie. Za nimi následovaly Itálie, Rakousko a Německo. Až 52 % vyvezených klů a 25 % řezeb putovalo přitom do Číny a do Hongkongu, největších koncových trhů se slonovinou. Francouzské CITES úřady povolily v aukcích v březnu a květnu 2014 prodej 1,4 tun slonoviny, přičemž cena dosáhla na Evropu rekordních 1000 €/kg. Kupci byli často občané Číny. Ochránci z britské David Shepherd Wildlife Foundation a EIA upozorňují, že vzhledem k špatné možnosti rozpoznat stáří slonoviny a riziku používání povolení opakovaně i na novou slonovinu hrozí velké nebezpečí, že i legální systémy jsou zneužívány. Navíc přítomnost, byť by legální slonoviny na trhu, jen zvyšuje zájem lidí o ni. Odborníci mají za to, že legální i ilegální obchod jdou ruku v ruce a naléhají na Evropskou unii, ať zakáže jakýkoliv obchod bez výjimek.
V EU se také rozmáhá trend prodeje slonoviny na internetových aukčních serverech. V roce 2013 podnikl Interpol a IFAW společnou dvoutýdenní sledovací akci na internetu, při níž bylo na 61 serverech odhaleno 660 inzerátů na slonovinu. Celkový objem takto nabízené slonoviny činil odhadem 4,5 tuny a její cena byla 1,45 miliónů €.

#### „Gang osmi“ a odhalování zásilek slonoviny na mezinárodním trhu
Na zasedání CITES v roce 2013 v Bangkoku bylo po skupině několika zemí, zapojených nejvíce do obchodu se slonovinou, požadováno, aby přijala co nejrychleji konkrétní opatření proti ilegálnímu obchodu na svém území. Tyto země byly varovány, že v případě neschopnosti tak učinit budou od července 2014 následovat sankce. Zemím se přezdívá „Gang osmi“ (Gang of eight). Zahrnují tři zdrojové země ve Východní Africe, odkud slonovina často pochází – Keňa, Tanzanie a Uganda. Právě přístavy Mombasa a Dar-es Salaam jsou prvním, respektive druhým největším uzlem a místem kontejnerizace slonoviny v celé Africe. Dále patří do skupiny tři tranzitní státy v Jihovýchodní Asii – Malajsie, Filipíny a Vietnam. Dvě hlavní spotřebitelské země jsou pak Čína a Thajsko. Označení těchto 8 států jako hlavních viníků či hříšníků vzbudilo velké emoce. Například Keňa argumentovala tím, že zatímco ze strany Číny chybí pouze ochota k zákazu jejího domácího trhu se slonovinou a že jeho provedení a dodržování by Čínu nestálo příliš mnoho peněz, že Keňa samotná se proti obchodu snaží bojovat všemi možnými prostředky a problém je jen ten, že jí chybí finance a kapacity (více slonovinu vyhledávajících psů, více rentgenů v přístavech...)
Celosvětový objem obchodu se slonovinou přitom v posledních několika letech stále vzrůstal. Podle IUCN (International Union for Conservation of Nature) se objem světového obchodu se slonovinou jen mezi lety 2007 a 2013 zdvojnásobil a je nyní třikrát vyšší, než v roce 1998. Od roku 2009 se také odhalení velkých zásilek slonoviny (nad 800 kg), mířících do Asie, zdvojnásobila. Jejich číslo přitom již od 2002 postupně narůstá a v roce 2011 dosáhlo množství takto zabavené slonoviny svého dosavadního maxima. Při zahrnutí zásilek větších než 500 kg je podle CITES nejhorší situace v roce 2013, kdy bylo při 18 velkých akcích zajištěno přes 41 tun slonoviny. Podle Informačního systému o obchodu se slony a slonovinou při OSN zabavily mezi roky 1998 a 2006 čínské orgány v průměru 39 tun ilegální slonoviny každý rok. Přitom nejsou téměř známy případy, že by byli viníci nalezeni, obžalováni a odsouzeni. Světlou výjimku tvoří až nedávné odsouzení osmi čínských občanů v provincii Anhui za pašování slonoviny o celkové hmotnosti 3,2 tuny. Obžalovaní dostali tresty odnětí svobody ve výši 3 až 15 let.
Rostoucí poptávka po slonovině zejména v Číně a neschopnost či neochota jednotlivých států udržet ilegální obchod pod kontrolou má pro slony nedozírné následky. Studie uvádí, že mezi lety 2010 a 2012 bylo v Africe zabito ročně průměrně 33 000 slonů. V roce 2013 bylo údajně číslo zabitých slonů o něco nižší - kolem 20 000. I to ovšem výrazně převyšuje generační rychlost populace afrických slonů a jejich roční natalitu.
Kvůli vysoké ceně slonoviny a stále se snižujícímu počtu zejména velkých samců s velkými kly dnes pytláci zabíjejí i slony s nepatrnými kly a průměrná velikost klů vstupujících na trh se stále snižuje. Na počátku 70. let vážil průměrný kel 12 kg. V roce 1982 byla průměrná hmotnost klu afrického slona na trhu 9,7 kg a v roce 1988 už jen 5,9 kg. V roce 1990, bezprostředně po zákazu obchodu i největším pytláckém tlaku měl průměrný kel jen 3 kg. V roce 1996 vzrostl průměr na 5,6 kg, aby se poté s opět vzrůstajícím pytláctvím propadnul na 3,6 kg v roce 2004 a dnes se pohybuje jen něco nad 2 kg. (Pro srovnání, vůbec největší zaznamenaný sloní kel byl dlouhý 3,264 m a nejtěžší kel měl hmotnost 102,7 kg.)

#### Ničení zásob slonoviny
V odpověď na brutální pytláctví a ilegální obchod se mnohé státy rozhodly své státní zásoby slonoviny zničit. Důvodem má být vyslání jasného signálů překupníkům i zákazníkům, že dotyčné státy nechtějí obchod žádným způsobem podporovat a také se tím státy snaží předejít krádežím této slonoviny a jejímu zpětnému zapojení do ilegálního obchodu, jak se tomu opakovaně v některých zemích stávalo. Prvním státem, který část svých zásob slonoviny zničil, byla již v roce 1989 (ještě před zákazem obchodu) Keňa. Samotný prezident země Daniel Arap Moi tehdy zažehnul hranici s 12 tunami slonoviny jako vyjádření podpory plánovanému zákazu obchodu a povzbuzení boje proti pytlákům. (Keňa od té doby slonovinu ničila ještě v roce 2011, kdy to bylo 5 tun). Její příklad následovaly další státy: Zambie v roce 1992 spálila 9,5 tuny, Gabon v roce 2012 spálil 4,8 tuny a v čadském národním parku Zakouma byla v roce 2014 také spálena více než 1 tuna státních zásob slonoviny. Prvním tranzitním a částečně i spotřebitelským státem v Asii, který se k podobnému kroku odhodlal, byly v roce 2013 Filipíny. Pomocí těžké techniky zlikvidovaly zásoby 5 tun slonoviny a zbylé úlomky byly následně spáleny. Vláda Spojených států amerických rozhodla o zničení 5,4 tun slonoviny, zabavené na jejich území od zákazu z roku 1989. Stalo se tak v listopadu 2013, kdy byla slonovina rozdrcena.

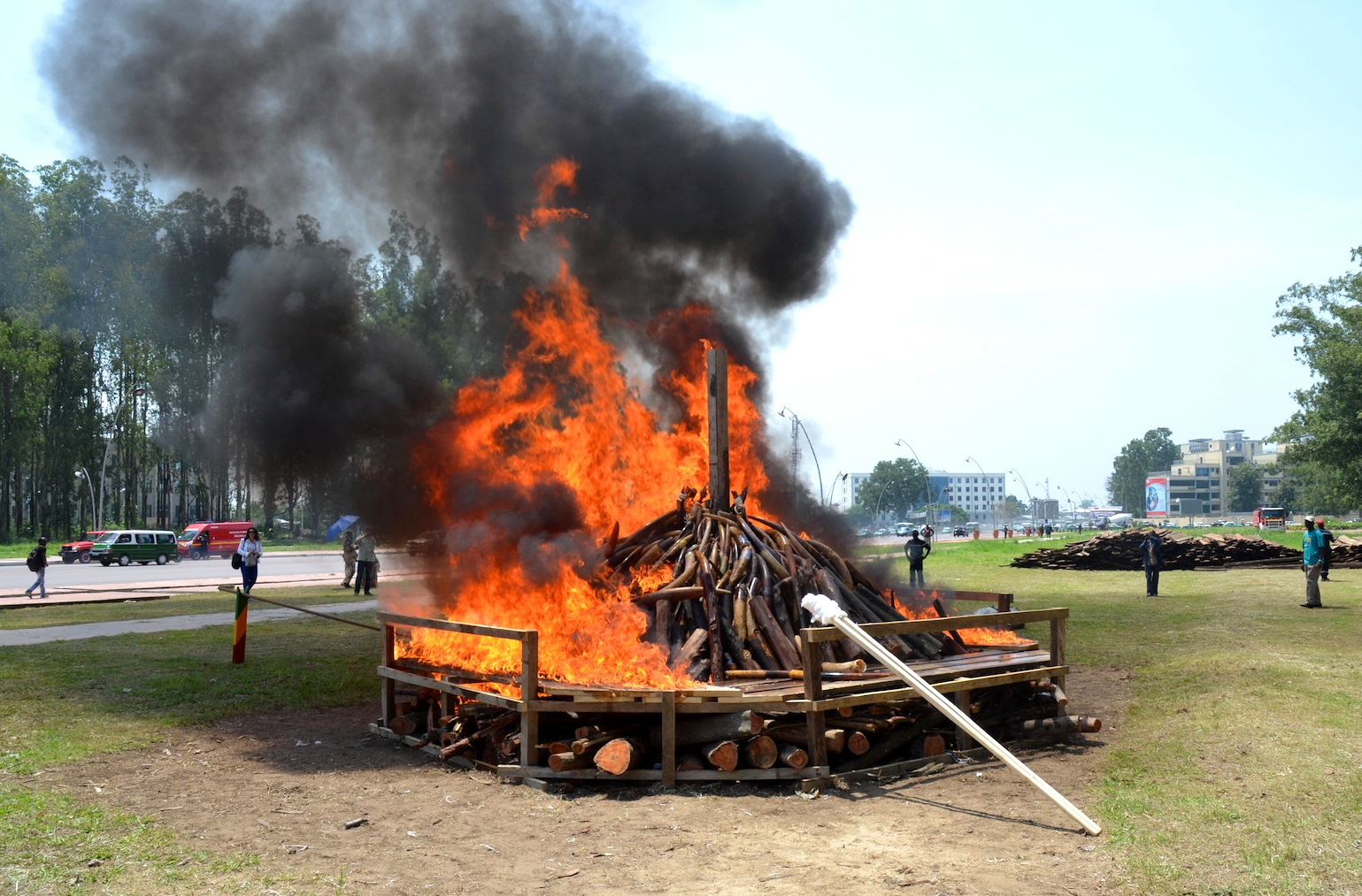
The action of ivory burning in Kongo.

První evropskou zemí, která své zásoby slonoviny zničila, byla Francie, která tak naložila s 3 tunami v únoru 2014. Před Eiffelovou věží rozdrtila slonovinu za hojné účasti médií. V dubnu téhož roku následovala Belgie, která v Tervuren rozdrtila přes 1,5 tuny slonoviny.
K bezprecedentnímu kroku se v lednu 2014 odhodlala dokonce i Čína. Ve městě Guangdong bylo za přítomnosti diplomatů a novinářů rozdrceno ve strojích přes 6 tun zabavené ilegální slonoviny. Je to sice jen zlomek celkových státních zásob v Číně, nicméně i to je jistý posun v reakcích Číny na mezinárodní tlak. Republika Kongo ohlásila v roce 2013 závazek, že v dalším roce přistoupí ke zničení svých zásob slonoviny (přes 5000 klů), nicméně konžský ministr životního prostředí Henri Djombo se poté na konferenci CITES v Bangkoku nechal slyšet, že splnění tohoto závazku ještě nepřichází v úvahu. Objevují se proto spekulace, že zde zapůsobila silná lobby ze strany Číny nebo jiných zájemců o slonovinu. Nakonec pod tlakem okolností Kongo svou zásobu slonoviny zničilo. Stalo se tak 29. 4. 2015, za přítomnosti prezidentů Konga a Čadu. Na dvou hranicích v centru města Brazzaville byly spáleny 4,6 tuny slonoviny.
Hongkong začal rovněž v roce 2014 s ničením svých zásob ilegální slonoviny. Vláda oznámila, že v průběhu příštích dvou let zničí 28 tun slonoviny, kterou tamní úřady v posledních letech shromáždily a v první fázi zlikvidovala jednu tunu materiálu.
Ničení zásob slonoviny vzbuzuje u veřejnosti i mezi odborníky rozporuplné názory. Zatímco jedni v demonstrativním zničení vidí jednu z nejlepších možností jak ilegálnímu obchodu čelit, jiní ostře nesouhlasí a poukazují na zcela opačný efekt – slonovina se tak prý stane ještě vzácnější komoditou a její cena na trhu vzroste. Pro definitivní potvrzení či vyvrácení jedné či druhé hypotézy ale oběma názorovým táborům chybí přesvědčivé důkazy a dostatek dat, která by souvislost mezi ničením zásob, pohybem cen slonoviny a mírou pytlačení slonů prokazovaly. Častým argumentem odpůrců ničení slonoviny je tvrzení, že již jednou zabavená slonovina z mrtvých slonů by mohla být pod cenou prodána, nasytila by trh, ceny by se propadly a pytláctví a ilegální obchod by se přestaly vyplácet. Získané peníze by navíc mohly být využity právě k ochraně živých slonů. Zastánci ničení slonoviny ovšem nesouhlasí a poukazují na fakt, že poměrně omezené a při míře poptávky de facto neobnovitelné zdroje slonoviny nemohou v žádném případě nasytit stále rostoucí trh v Asii a že uvolnění dalšího množství slonoviny do oběhu jen podnítí zájem lidí o tuto surovinu, která by náhle byla ve velké míře k mání.

#### „Sportovní“ trofejní lov afrických slonů
Některé africké státy dovolují na svém území lov slonů za peníze. Ročně vydávají určité kvóty pro odstřel slonů a určují minimální velikost zabitých zvířat a maximální počet zastřelených slonů za rok a na jednoho lovce. Děje se tak v zemích, kde jsou sloni zařazeni jak do Přílohy 2, tak i do Přílohy 1 v rámci CITES. Trofejní či sportovní lovy pro movité lovce jsou ospravedlňovány tvrzením, že získané peníze jsou využity na ochranu slonů samotných, jejich habitatu a na rozvoj místních komunit. Prokázání toho, že se tak děje, je v mnohých případech nejednoznačné a přetrvávající lovy vzbuzují u velké části odborníků i veřejnosti značné kontroverze.
Ještě do nedávna se sloni dali s povolením místních vlád lovit v těchto zemích: Kamerun (pralesní i savanoví sloni), Keňa, Tanzanie, Mosambik, Zambie, Zimbabwe, Botswana, Namibie a Jihoafrická republika.
V relativně nedávné době sportovní lovy zakázala Keňa, Zambie a Botswana.
O dalším osudu trofejí ze slona rozhoduje, zda pochází ze státu, kde jsou sloni zařazeni do Přílohy 1 nebo do Přílohy 2 CITES. Druhá skupina zemí zahrnuje Namibii, Botswanu, Zimbabwe a Jihoafrickou republiku. Pro tyto státy je při vývozu např. do USA zapotřebí mít k trofeji jen exportní CITES povolení. Pro státy jako Kamerun, Mosambik nebo Tanzanie, kde jsou sloni řazeni do přísněji chráněné Přílohy 1 je zapotřebí mít také importní povolení a dále ještě speciální potvrzení, že vývoz trofeje nebude mít na daný druh (slona) v dané zemi negativní efekt. Pro představu rozsahu legálních lovů slonů lze uvést data za rok 2012, kdy bylo do USA dovoleno přivést 204 trofejí ze Zimbabwe, 36 z Tanzanie a dalších 261 slonů bylo lovci zastřeleno v Botswaně.
Americký Fish and Wildlife Service zakázal prozatím na rok 2014 dovoz sloních trofejí z Tanzanie a Zimbabwe. Argumentem je nedostatečná ochrana tamních slonů a pochyby o tom, zda jdou peníze z povolení k lovu skutečně na avizované účely ochrany přírody a rozvoje komunit. V souvislosti se situací v Zimbabwe se také stále častěji objevují podezření, že zimbabwský prezident Mugabe a lidé z jeho okolí zneužívají systém zabírání půdy v loveckých rezervacích k vlastnímu obohacení a že umožňují nadlimitní lov a pytláctví.[67]

### Indičtí sloni v Asii
Mezinárodní obchod se slonovinou slona indického (Elephas maximus) byl zakázán v roce 1975, když byli asijští sloni zařazeni do Přílohy 1 v rámci CITES. Mělo se za to, že na konci 80. let zůstávalo v přirozeném prostředí v Asii jen okolo 50 000 kusů slonů.
Zákaz obchodování se slonovinou indického slona vzbudilo proto jen málo kontroverzí. Nicméně i dnes je slon indický nadále ohrožován obchodem se slonovinou. Ochránci přírody podporují zákaz obchodu s veškerou slonovinou, i africkou, protože praxe ukazuje, že zákazníci často příliš nerozlišují, odkud dodaná surovina pochází. Rozhodnutí CITES na ochranu slonů v Africe má tak vliv i na stavy indických slonů a pytlácký tlak. Někteří řezbáři také k detailní práci upřednostňují asijskou slonovinu a proto hrozí nebezpečí, že tato bude ilegálně „přimíchávána“ mezi legální zásoby pocházející z Afriky a vytvoří tak na indické slony větší tlak.

### Obchod se slonovinou v České republice
V České republice se v poslední době objevuje stále větší množství nelegální slonoviny, která je porůznu rozprodávána či vyvážena dále do Asie. Na domácím trhu se pro její distribuci stále častěji používá také internetová inzerce. Stejně jako u obchodu s nosorožčími rohy je zde souvislost s asijskou komunitou žijící v České republice, o čemž svědčí i nedávné záchyty slonoviny, která přes naši republiku mířila dále na východ, zejména do Vietnamu.
Celní správa a orgány České inspekce životního prostředí (ČIŽP) zaznamenaly dramatický nárůst počtu odhalených případů pašování slonoviny. V lednu 2014 bylo na Letišti Václava Havla zajištěno 33 kg slonoviny afrických slonů, nařezaných v osobním zavazadle na 18 kusů. Mladý Vietnamec se kly pokoušel přes Moskvu dopravit do Asie. V červnu 2014 byl rovněž na Letišti Václava Havla zadržen cizinec cestující z Francie do Vietnamu. Ve svých zavazadlech měl přes 35 kg slonoviny rozřezané na 14 kusů. Pracovníci ČIŽP se domnívají, že se jednalo o kly tří různých slonů. V červenci 2014 byla na letišti opět odhalena zásilka slonoviny o celkové hmotnosti 24 kg, náležícím ke čtyřem slonům. Dále jsou z roku 2014 známy dva další případy, kdy se čeští občané vietnamského původu snažili z Německa vyvést 31 kg, respektive 62 kg slonoviny přes ČR do Asie.
Upozornit na problém vybíjení slonů a hledat možnosti boje proti obchodu se slonovinou se ve stále větší míře snaží také různé občanské iniciativy, jako například česká nevládní organizace Save-Elephants, z.s.

## Mrožovina

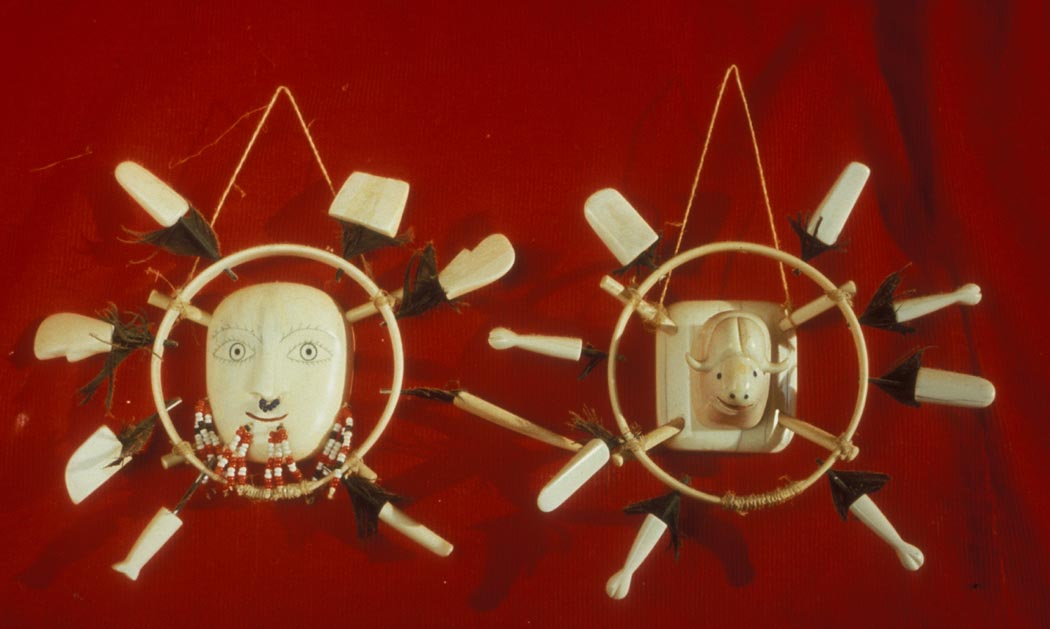
Ceremoniální masky z mrožoviny kmene Yupik na Aljašce

Obchod s mrožími kly (Odobenus rosmarus) probíhal po stovky let v rozsáhlých oblastech severní polokoule. Zužitkování mrožoviny se věnovali především Norové, Rusové, další obyvatelé Evropy, Inuité a jiné severské národy.

### Severní Amerika
Vláda Spojených států amerických umožňuje původním obyvatelům Aljašky (zahrnujíce Eskymáky, Indiány a Aleuty) lovit mrože pro živobytí a vlastní potřebu, pokud se nejedná o plýtvání. Původním obyvatelům je dovoleno prodávat ručně zpracovanou a řádně označenou mrožovinu nepůvodním obyvatelům po schválení zástupcem United States Fish and Wildlife Service. Dále mohou také domorodci prodávat zpracovanou a označenou mrožovinu nalezenou do vzdálenosti 0,25 mil (0,4 km) od oceánu – známou též jako pobřežní mrožovina. Zkamenělá mrožovina není zákonem regulována, může být prodávána bez registrace, označení a jakéhokoliv zpracování. V Grónsku před rokem 1897 byla mrožovina skupována Royal Greenland Trade Department exkluzivně pro domácí trh. Později začala být mrožovina vyvážena i do zahraničí.
Kožešinová obchodní síť v Beringově úžině
V devatenáctém století obchodovali s mrožovinou Eskymáci z okolí Beringova průlivu s Čínou výměnou za skleněné korálky a zboží ze železa. Prvotně, před tímto obchodem, využívali Eskymáci mrožovinu pro praktické účely: harpuny, nářadí atd. a někdy byla mrožovina využívána k hrám při různých oslavách a na výrobu hraček pro děti.

### Rusko
Moskva je dnes hlavní křižovatkou pro obchod s mrožovinou. Prochází jí značná část suroviny určené pro zahraniční trh.

## Zubovina z narvalů
Narval (Monodon monoceros) je druh kytovce žijící v severských mořích. Samci (velmi vzácně i samice) jsou opatřeni jedním dlouhým klem. Spirálovitě vinutý, rovný kel je přeměněný levý horní špičák a výjimečně může mít narval kly dva.

### Grónsko
Lidé žijící v Grónsku pravděpodobně obchodovali s narvalími kly mezi sebou bez kontaktu s Evropany. Dělo se tak po stovky let, dokud se první narvalí zubovina nedostala na mezinárodní trh. V 16. století začali Holanďané obchodovat s Inuity, většinou se směňovaly narvalí zuby, tulení kůže a jiné severské suroviny za kovové výrobky. V Evropě se často věřilo, že narvalí kly jsou rohy legendárních jednorožců. Obchod pokračuje i dnes mezi Grónskem a dalšími zeměmi. Dánsko je přitom zdaleka největším poptavatelem.

### Kanada
V Kanadě byl federální vládou zakázán vývoz narvalích klů ze 17 domorodých komunit žijících v teritoriu Nunavut. Inuitští obchodníci v tomto regionu zpochybnili zákaz podáním žádosti o zrušení federálnímu soudu. The Canadian Department of Fisheries and Oceans nadále omezuje vývoz narvalích rohů a výrobků z nich z domorodých komunit, včetně lqaluit, hlavního města teritoria. Kly v dobrém stavu jsou ceněné do $450 CAD za metr délky. Zákaz platí jak na zpracované, tak i surové kly. Kanadská vláda uvedla, že pokud ona sama selže s dodržováním zákazu na vývoz narvalích klů, potom by mělo mezinárodní společenství úplně zakázat vývoz pod dohledem CITES. V rámci Kanady je obchod s kly stále povolen.

## Zubovina hrochů
Hroch obojživelný (Hippopotamus amphibius) má čelisti opatřeny mnoha velkými zuby, z nichž ty nejdelší špičáky mohou dosáhnout až 60 cm a jsou z velmi tvrdého materiálu vhodného pro zpracování. V souvislosti se zákazem mezinárodního obchodu se slonovinou afrických slonů byl zaznamenán velký nárůst obchodu se zuby hrochů, které do určité míry nahradily řezbářům i zákazníkům sloní kly. Důsledkem byl 530 % nárůst exportu hroších zubů z Afriky v prvních dvou letech od zákazu obchodu se sloními kly v roce 1989. Jedním z důkazů zvýšeného obchodu se zubovinou hrochů bylo zabavení 1738 hroších zubů v květnu 1997 na letišti Orly v Paříži. Zásilka mířila na Dálný východ. O obchodu s hrošími zuby se zmiňuje také plátek The Toronto Sunday World již v roce 1914, kdy uvádí, že obchod s hrošími zuby v poslední době upadá. Dříve se totiž ze zubů hrochů vyráběly náhrady zubů lidských, ale s využíváním nových umělých materiálů přestal být údajně o hroší zubovinu zájem.

## Slonovina mamutů

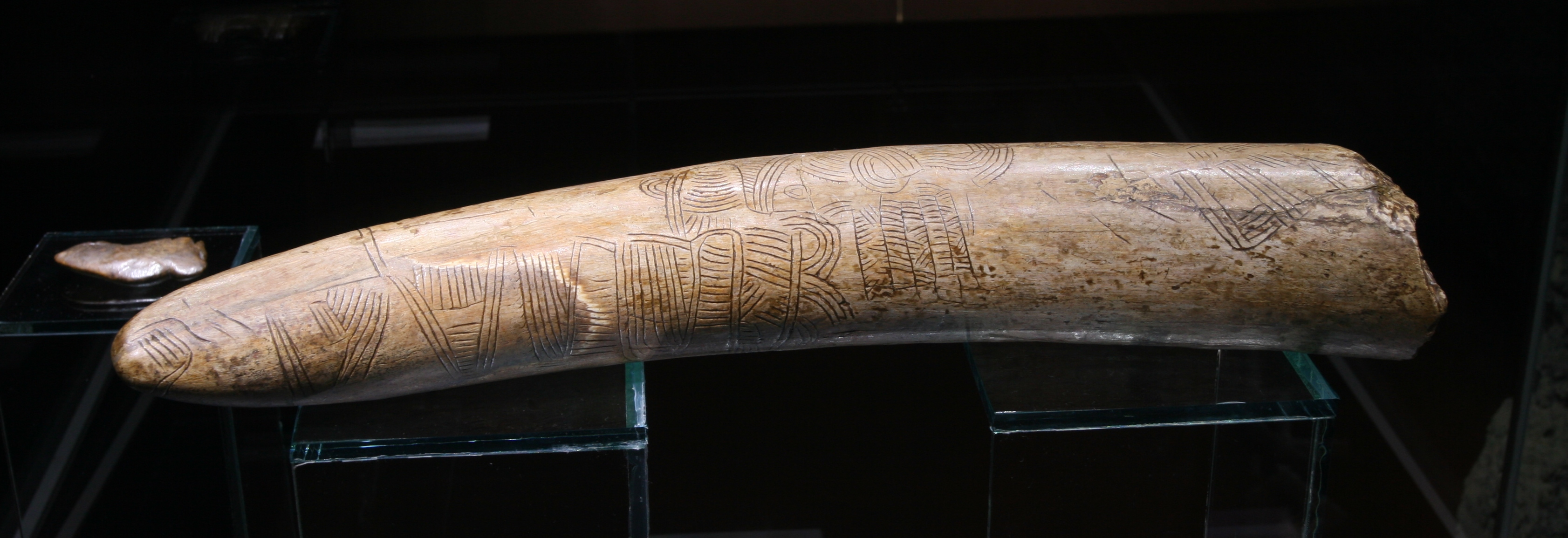
Opracovaný mamutí kel s vyobrazenou mapou

V permafrostu a v rašelině zakonzervované kly vyhynulých pleistocenních mamutů (Mammuthus primigenius) jsou pravidelně nalézány napříč severní polokoulí a zejména na Sibiři. Slonovina mamutů i současných slonů se v některých případech může velice podobat. Mamutovina je však zpravidla tmavší. Spolehlivým vodítkem jsou ale znaky vnitřní struktury klu, patrné na příčném průřezu. Takzvané Schregerovy linie, které jsou při detailním pohledu dobře viditelné, se při obvodu klu pod jeho povrchem křižují a vytvářejí mezi sebou úhly. Tyto úhly jsou u mamutů ostré, zatímco u současných slonů tupé. První známý případ, kdy byla do západní Evropy dovezena mamutovina, je z roku 1611. Kus zakoupený tehdy od Samojedů na Sibiři dorazil do Londýna.
Po roce 1582, kdy carské Rusko ovládlo velkou část Sibiře, se slonovina mamutů stala pravidelněji dostupným zbožím. Ruský obchod s mamutovinou zaznamenával od poloviny 18. století neustálý vzestup. Například v roce 1821 bylo z Novosibiřských ostrovů jedním obchodníkem dovezeno 8 165 kg mamutoviny, což odpovídá přibližně 50 mamutům.
Odhady hovoří až o 46 750 nálezech mamutů v prvních 250 letech od připojení Sibiře k Ruskému impériu. Na počátku 19. století byla mamutovina používána jako běžná surovina pro výrobu kláves klavírů, biliardové koule a ornamentové dózy. Odhaduje se, že na Sibiři může být stále ukryto ve zmrzlé půdě až 10 milionů mamutů.